# Oreophryne riyantoi
Oreophryne riyantoi — вид жаб родини карликових райок (Microhylidae). Описаний у 2023 році.

## Поширення
Ендемік Індонезії. Поширений у горах Меконгга на острові Сулавесі. Типові зразки було знайдено в листяній підстилці в надзвичайно вологому первинному гірському лісі на висоті 2528 м над рівнем моря.

## Назва
Вид названо на честь індонезійського герптеолога Авала Ріянто.